# De Dion-Bouton Type R

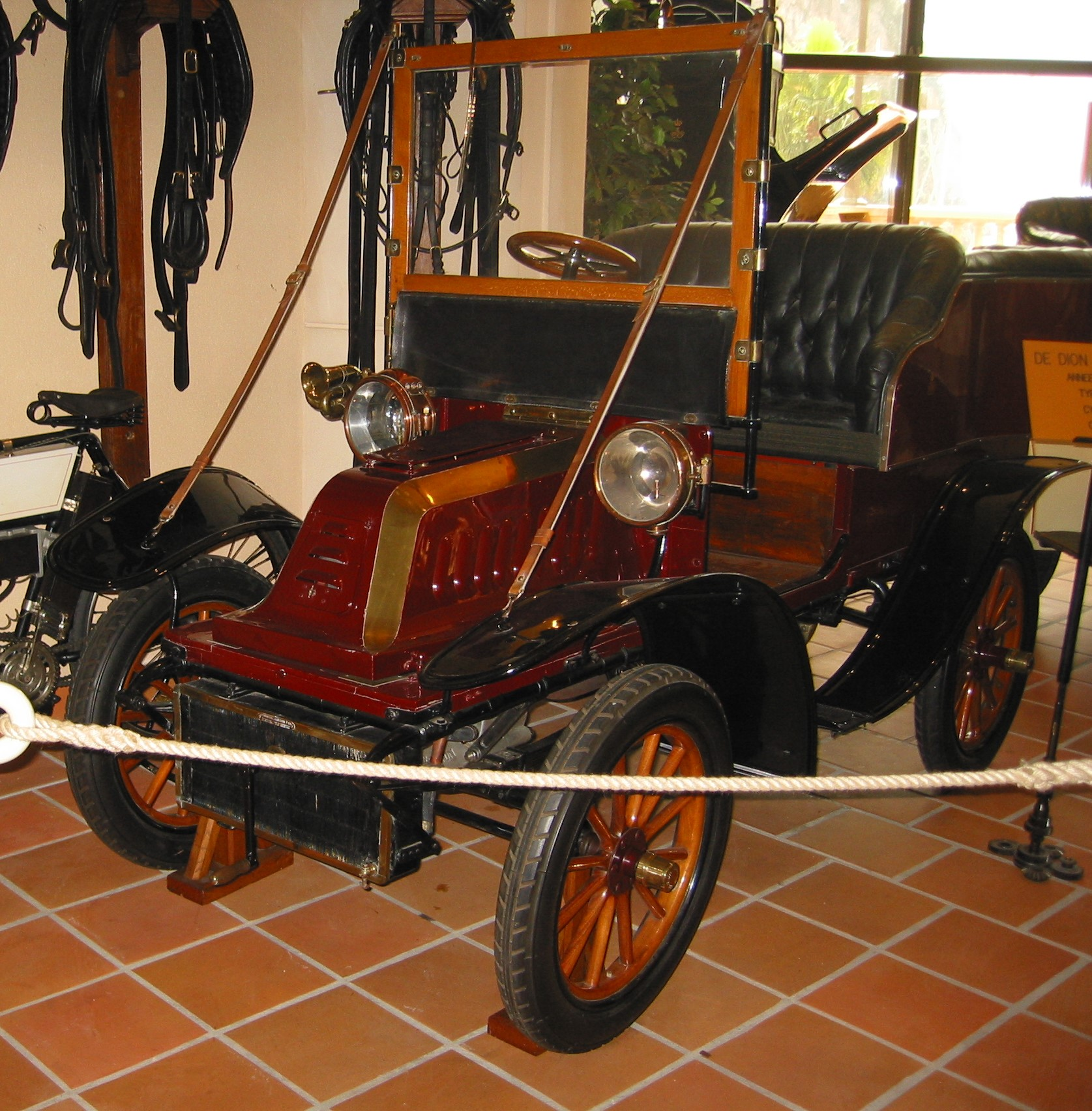
Ausführung mit Windschutzscheibe

Der De Dion-Bouton Type R ist ein Pkw-Modell aus der Anfangszeit des 20. Jahrhunderts. Hersteller war De Dion-Bouton aus Frankreich.

## Beschreibung
Die Zulassung durch die nationale Zulassungsbehörde erfolgte am 30. März 1903.
Der De-Dion-Bouton-Einzylindermotor hat 100 mm Bohrung, 110 mm Hub, 864 cm³ Hubraum und 8 PS Leistung. Er befindet sich hinter der Vorderachse. Er treibt über ein Zweiganggetriebe und eine Kardanwelle die Hinterräder an. Die Hinterachse ist eine De-Dion-Achse.
Die Basis bildet ein Rohrrahmen. Die beiden äußeren Rohre verjüngen sich nach vorne. Dadurch ist der Lenkeinschlag der Vorderräder größer. Der Radstand beträgt 182 cm, die Spurweite 114 cm. Die Vorderräder haben im Gegensatz zu vorherigen Modellen nur noch zehn Speichen, die Hinterräder weiterhin zwölf.
Das Modell ist ein Mischtyp mit dem kürzeren Fahrgestell des Type N und einem stärkeren 8-PS-Motor, der allerdings kleiner ist als der im parallel angebotenen Type O. Die Fahrzeuge erhielten üblicherweise einen viersitzigen Aufbau als Tonneau.
Ein Fahrzeug ist im Automobilmuseum in Monaco ausgestellt.